# Pinehill, Novi Meksiko
Pinehill je popisom određeno mjesto u okrugu Ciboli u američkoj saveznoj državi Novom Meksiku. Prema popisu stanovništva SAD 2010. ovdje je živjelo 88 stanovnika. 
Nalazi se unutar indijanskog rezervata Ramah Navaja. Rezervat ima svoju radijsku postaju KTDB.

## Zemljopis
Nalazi se na 35°00′10″N 108°24′12″W / 35.002819°N 108.403330°W. Prema Uredu SAD-a za popis stanovništva, zauzima 8,7 km2 površine, sve suhozemne.

## Stanovništvo
Prema podatcima popisa 2010. ovdje je bilo 88 stanovnika, 32 kućanstva od čega 22 obiteljska, a stanovništvo po rasi bili su 0,0% bijelci, 0,0% "crnci ili afroamerikanci", 96,6% "američki Indijanci i aljaskanski domorodci", 0,0% Azijci, 0,0% "domorodački Havajci i ostali tihooceanski otočani", 0,0% ostalih rasa, 3,4% dviju ili više rasa. Hispanoamerikanaca i Latinoamerikanaca svih rasa bilo je 8,0%.